# اكلستون غرين (تشيشير)
اكلستون غرين (بالإنجليزية: Occlestone Green)‏ هي قرية تقع في المملكة المتحدة في شمال غرب إنجلترا.